# Matthias Laros
Matthias Laros (* 1. März 1882 in Trier; † 24. Juni 1965 in Koblenz) war ein römisch-katholischer Priester, Theologe und Publizist.

## Leben und Beruf
Laros veröffentlichte zahlreiche Werke und Aufsätze zum Themenbereich Kirche und Welt. Bleibende Verdienste für die Newman-Rezeption in Deutschland erwarb sich Laros mit der Herausgabe der Ausgewählten Werke von John Henry Newman. Nach der Hinrichtung von Max Josef Metzger im April 1944 übernahm er die Leitung der Una-Sancta-Bewegung.
Von 1939 bis 1948 war Laros Pfarrer von St. Menas in Stolzenfels bei Koblenz.